# سيمون يفبفر
سيمون يفبفر هو لاعب كرة قدم فرنسي في مركز حراسة المرمى، ولد في 6 مايو 1997 في Ossun ‏ في فرنسا. لعب مع لودون يونايتد.

## وصلات خارجية
- سيمون يفبفر على موقع الدوري الأمريكي (الإنجليزية)
- سيمون يفبفر على موقع قاعدة بيانات كرة القدم.إي يو (الإنجليزية)
- سيمون يفبفر على موقع Soccerway.com (الإنجليزية)
- سيمون يفبفر على موقع AS.com (الإسبانية)